# Hugo Schultz (Autor)
Hugo Schultz (* 24. November 1933 in Herxheim bei Landau/Pfalz; † 13. Juni 2024 in Impflingen) war ein deutscher Schriftsteller.

## Leben und Werk
Hugo Schultz studierte Germanistik und Geografie in Heidelberg, München und Mainz. Vor seiner Pensionierung unterrichtete er seine Studienfächer Deutsch und Erdkunde an mehreren Gymnasien und Gesamtschulen. Schultz lebte in Impflingen.
Hugo Schultz’ Werk besteht im Wesentlichen aus der Spiegelgasse-Tetralogie:
- Teil 1: Goethes Mord. Dieser kritische Goethe-Roman handelt davon, wie und warum die Freundschaft zwischen Goethe und Lenz, den ersten und wichtigsten Dichtern des Sturm und Drang zerbrach: In Straßburg waren sie enge Freunde geworden, nannten sich Brüder, verliebten sich in dieselbe Frau, schrieben ähnliche Dramen. Als Goethe nach Weimar an den Hof ging, ließ er Lenz, der ihm gefolgt war, des Landes verweisen. Dessen Geist verwirrte sich.
- Teil 2: In Bruder Lenz begeben sich zwei Frauen und ein Mann in einer literarischen Zeitreise auf die Spuren von Lenz, Goethe und Büchner. Sie wollen herausfinden, ob Büchner geahnt hat, was Lenz in den Wahnsinn getrieben hat, und sie stellen Thesen darüber auf, wie Büchner seine unvollendete Novelle Lenz ausgestaltet hätte, wenn ihm die Zeit dazu geblieben wäre.
- Teil 3: Der biographische Roman Ein Büchnerspiel will Georg Büchner von einer bisher wenig beachteten Seite zeigen. Büchner war nicht nur der progressive Kämpfer gegen die in Deutschland herrschende Adelsgesellschaft, sondern in Frankreich auch eingebunden in konservative Kreise. Büchner war auch nicht der überzeugte Atheist, als der er meist dargestellt wird, sondern einer, dem Gott fehlte, einer, der am Ende glaubte, Gott gefunden zu haben.
- Teil 4: In dem Roman Ein Riss in der Schöpfung geht der Autor einer Doppelfrage nach: Was hat es mit diesem Riss in der Schöpfung auf sich und was hält die Welt im Innersten zusammen? Eine Antwort sucht er bei Büchner, Goethe, Lenz und Hugo Ball, die sich alle für eine mehr oder minder lange Zeit in der Zürcher Spiegelgasse aufgehalten haben. Er stellt auch die Grundfrage: Gibt es Gott und wenn ja, warum hilft er nicht?

In dem biographischen Roman Die Schattenheilige erzählt der Autor die tragische Lebensgeschichte der Dominikanerin Susanne Schultz, einer Schülerin und Kollegin von Edith Stein. Sie entwickelte bei ihren philosophischen und theologischen Studien ein von der Kirche abweichendes Gottesbild: Ein immaterieller Gott brauche die Menschen, weil er Freude, Leid, Endlichkeit nur durch sie erfahren kann. Sie litt als Nonne darunter, dass ihr der Glaube fremd wurde, sie wurde krank und als angeblich Geisteskranke in der NS-Zeit ermordet.

## Publikationen
- 1999: Goethes Mord, ISBN 3-86142-188-7
- 2000: Bruder Lenz, ISBN 3-86142-137-2
- 2010: Die Schattenheilige, ISBN 978-3-86142-503-8
- 2013: Ein Büchnerspiel, ISBN 978-3-88190-731-6
- 2016: Ein Riss in der Schöpfung, ISBN 978-3-88190-917-4
- 2020: Grafeneck, Auschwitz und das ewige Leben, ISBN 978-3-96308-087-6